# Episodi di Steven Universe (prima stagione)
La prima stagione di Steven Universe andò in onda negli Stati Uniti d'America in prima visione dal 4 novembre 2013 al 16 aprile 2015 su Cartoon Network, mentre in Italia è stata trasmessa in prima visione dal 12 maggio 2014 al 16 giugno 2016, sempre sulla rete Cartoon Network. La serie è stata preceduta da un episodio pilota, distribuito online il 21 maggio 2013.
Per semplicità, a causa della grande quantità di episodi presenti nell'intera stagione, questa è stata divisa in due porzioni: la stagione 1A e la stagione 1B, ciascuna di ventisei episodi.
| Nº          | Titolo originale          | Titolo italiano                 | Prima TV USA      | Prima TV Italia  | Sinossi |
| Stagione 1A | Stagione 1A               | Stagione 1A                     | Stagione 1A       | Stagione 1A      | Stagione 1A |
| ----------- | ------------------------- | ------------------------------- | ----------------- | ---------------- | --- |
| 1           | Gem Glow                  | Gemma lucente                   | 4 novembre 2013   | 13 maggio 2014   | Steven crede che la chiave per attivare i suoi poteri sia il suo gelato preferito ma durante lo scontro con un mostro sputa acido si ricrederà.                          |
| 2           | Laser Light Cannon        | Occhi rossi sul pianeta Terra   | 4 novembre 2013   | 12 maggio 2014   | Una "cometa magica" si dirige verso Beach City e Steven dovrà scavare tra le cianfrusaglie del padre per ritrovare un'arma che possa salvarli.                           |
| 3           | Cheeseburger Backpack     | Non tutte le ciambelle...       | 11 novembre 2013  | 12 maggio 2014   | La missione alla Torre del mare di Luna prende una piega pericolosa, ma Steven ha rifornito il suo fantastico zaino cheeseburger con tutto ciò che gli serve!            |
| 4           | Together Breakfast        | Ora di colazione                | 11 novembre 2013  | 13 maggio 2014   | Steven cerca di coinvolgere le Gemme nella sua tradizionale colazione speciale, ritrovandosi a ruzzolare per le mistiche stanze del Tempio.                              |
| 5           | Frybo                     | Ti piacciono le patatine?       | 18 novembre 2013  | 15 maggio 2014   | Steven aiuta un amico con il suo spossante lavoro grazie a un frammento magico che può dare vita ai vestiti.                                                             |
| 6           | Cat Fingers               | Gatto Steven                    | 25 novembre 2013  | 14 maggio 2014   | Steven si cimenta nel dominare il potere di cambiare forma, ma può solo cambiare le sue dita in piccole teste di gatti.                                                  |
| 7           | Bubble Buddies            | Amici per la bolla              | 2 dicembre 2013   | 14 maggio 2014   | Steven sembra un eroe quando attiva le sue magiche bolle protettive per salvare una ragazzina, ma va nel panico quando non sa come uscirne.                              |
| 8           | Serious Steven            | La giostra del tè               | 13 gennaio 2014   | 15 maggio 2014   | Steven cerca di mostrarsi una degna Crystal Gem agli occhi di Garnet mentre si fanno strada in un antico labirinto delle Gemme.                                          |
| 9           | Tiger Millionaire         | Wrestling                       | 20 gennaio 2014   | 19 maggio 2014   | Steven si unisce ad Ametista in una serie di incontri di lotta clandestini.                                                                                              |
| 10          | Steven's Lion             | Il leone rosa                   | 27 gennaio 2014   | 19 maggio 2014   | Steven stringe amicizia con un leone magico ma non riesce a ben capire come mai all'animale lui piaccia.                                                                 |
| 11          | Arcade Mania              | Mania sala giochi               | 17 febbraio 2014  | 16 maggio 2014   | Steven invita le Gemme alla sala giochi dove Garnet scopre il fascino dei videogiochi.                                                                                   |
| 12          | Giant Woman               | Lo scarabeo celeste             | 24 febbraio 2014  | 16 maggio 2014   | In una missione alla Montagna del cielo, Steven cerca di convincere Perla e Ametista a fondersi e diventare una gigantessa.                                              |
| 13          | So Many Birthdays         | I compleanni non finiscono mai  | 3 marzo 2014      | 20 ottobre 2014  | Steven scopre che le Gemme hanno migliaia di anni e organizza loro una festa di compleanno per recuperare tutte quelle mancate.                                          |
| 14          | Lars and the Cool Kids    | Amici per il muschio            | 10 marzo 2014     | 20 ottobre 2014  | Steven e Lars passano il tempo con i "ragazzi fichi" della città, ma le loro ragazzate li mettono in un magico e mortale pericolo.                                       |
| 15          | Onion Trade               | L'uomo ranger                   | 17 marzo 2014     | 27 ottobre 2014  | Un baratto di giocattoli tra Steven e Cipollo culmina in proporzioni epiche.                                                                                             |
| 16          | Steven the Sword Fighter  | Olo lama                        | 9 aprile 2014     | 17 giugno 2014   | Perla prova a insegnare a Steven l'arte della spada usando una versione olografica di se stessa.                                                                         |
| 17          | Lion 2: The Movie         | Magico destino                  | 23 aprile 2014    | 20 ottobre 2014  | Steven e Connie provano a cavalcare Leone per andare al cinema, ma Leone ha altri programmi.                                                                             |
| 18          | Beach Party               | L'unione fa la forza            | 30 aprile 2014    | 27 ottobre 2014  | Dopo che il Pizza Guizza subisce i danni collaterali in una battaglia, Steven organizza un barbecue in spiaggia per risanare il legame tra le Gemme e la famiglia Pizza. |
| 19          | Rose's Room               | Un sogno da incubo              | 14 maggio 2014    | 27 ottobre 2014  | La volontà di Steven di volere stare da solo sblocca una nuova stanza del Tempio che esaudisce ogni suo desiderio.                                                       |
| 20          | Coach Steven              | Steven allenatore               | 21 agosto 2014    | 20 ottobre 2014  | Dopo avere visto Garnet e Ametista fondersi nella poderosa Sugilite, Steven è determinato a diventare fortissimo                                                         |
| 21          | Joking Victim             | Vittima di uno scherzo          | 28 agosto 2014    | 4 novembre 2014  | Quando Lars accolla a Sadie anche il suo lavoro, Steven la aiuta durante il suo turno al Ciambellone.                                                                    |
| 22          | Steven and the Stevens    | Steven e gli Stevens            | 4 settembre 2014  | 27 ottobre 2014  | Steven necessita di un socio musicale per un imminente spettacolo, e usa un congegno del tempo per reclutare il partner migliore: sé stesso!                             |
| 23          | Monster Buddies           | Un mostro per amico             | 11 settembre 2014 | 4 novembre 2014  | Steven libera accidentalmente un mostro Gemma dalla sua bolla e prova a domare i suoi istinti violenti e selvaggi.                                                       |
| 24          | An Indirect Kiss          | Una lacrima sul viso            | 18 settembre 2014 | 4 novembre 2014  | Dopo che Ametista incrina la sua gemma, Steven e le Gemme vanno in missione per guarirla.                                                                                |
| 25          | Mirror Gem (Part 1)       | Lapislazzuli (parte 1)          | 25 settembre 2014 | 4 novembre 2014  | Steven aiuta uno specchio magico che pare possa misteriosamente comunicare con lui.                                                                                      |
| 26          | Ocean Gem (Part 2)        | Lapislazzuli (parte 2)          | 25 settembre 2014 | 11 novembre 2014 | L'oceano scompare il primo giorno d'estate, e Beach City tutta va nel panico.                                                                                            |
| Stagione 1B |                           |                                 |                   |                  | |
| 27          | House Guest               | Le bugie hanno le gambe rotte   | 2 ottobre 2014    | 11 maggio 2016   | Dopo essersi ferito, Greg va a vivere con Steven e involontariamente interferisce con i suoi poteri guaritori.                                                           |
| 28          | Space Race                | Viaggio nello spazio            | 9 ottobre 2014    | 11 maggio 2016   | Steven prova a costruire un'astronave per Perla così che possa ammirare nuovamente le meraviglie del cosmo.                                                              |
| 29          | Secret Team               | La squadra segreta              | 16 ottobre 2014   | 12 maggio 2016   | Steven, Perla e Ametista inavvertitamente rompono la bolla di una Gemma e formano una squadra segreta per ritrovare i frammenti mancanti.                                |
| 30          | Island Adventure          | Avventura sull'isola            | 23 ottobre 2014   | 25 maggio 2016   | Steven decide di portare in vacanza i suoi amici Sadie e Lars in una spiaggia magica per riparare il loro legame.                                                        |
| 31          | Keep Beach City Weird     | Le stranezze di Beach City      | 30 ottobre 2014   | 18 maggio 2016   | Steven viene coinvolto nelle teorie paranormali di Ronaldo a proposito degli strani fenomeni di Beach City.                                                              |
| 32          | Fusion Cuisine            | La famiglia nucleare            | 6 novembre 2014   | 13 maggio 2016   | Per fare buona impressione ai genitori di Connie, Steven convince le Gemme a fondersi assieme e pretendere che siano sua madre.                                          |
| 33          | Garnet's Universe         | L'universo di Garnet            | 13 novembre 2014  | 15 maggio 2016   | Steven immagina una tipica giornata di Garnet. |
| 34          | Watermelon Steven         | Cocomerino, il cocomero bambino | 20 novembre 2014  | 15 maggio 2016   | Steven scopre un nuovo potere dopo avere dato vita a una selva di cocomeri che gli somigliano.                                                                           |
| 35          | Lion 3: Straight to Video | La criniera del leone           | 4 dicembre 2014   | 13 maggio 2016   | Leone non la smette di distendersi sul volto di Steven mentre dorme. |
| 36          | Warp Tour                 | Oltre il flusso                 | 8 gennaio 2015    | 12 maggio 2016   | Steven crede di avere visto qualcosa di sospetto tra i flussi di teletrasporto, e le Gemme provano ad attenuare la sua paranoia.                                         |
| 37          | Alone Together            | Due per uno                     | 15 gennaio 2015   | 16 giugno 2016   | Le Gemme cercano di insegnare a Steven come usare i suoi poteri di fusione.                                                                                              |
| 38          | The Test                  | Il test                         | 22 gennaio 2015   | 18 maggio 2016   | Steven scopre che la missione alla Torre del mare di Luna era una prova e insiste di essere sottoposto a una seconda per affermarsi a sé stesso.                         |
| 39          | Future Vision             | Future visioni                  | 29 gennaio 2015   | 19 maggio 2016   | Steven scopre che Garnet ha il potere di prevedere il futuro e si incuriosisce riguardo ai possibili pericoli che si celano nel suo.                                     |
| 40          | On the Run                | Vagabondi                       | 5 febbraio 2015   | 19 maggio 2016   | Steven e Ametista provano l'ebbrezza della vita vagabonda. |
| 41          | Horror Club               | Horror party                    | 12 febbraio 2015  | 20 maggio 2016   | Steven va al faro per vedere film dell'orrore con Ronaldo, Lars e Sadie.                                                                                                 |
| 42          | Winter Forecast           | La tempesta di neve             | 19 febbraio 2015  | 12 gennaio 2016  | Steven deve portare a casa Connie prima che inizi a nevicare. |
| 43          | Maximum Capacity          | Capodanno                       | 26 febbraio 2015  | 20 maggio 2016   | Ripulendo il magazzino, Greg e Ametista si riavvicinano grazie alla loro sitcom preferita: "Li'l Butler".                                                                |
| 44          | Marble Madness            | Biglia-follia                   | 5 marzo 2015      | 12 gennaio 2016  | Steven e le Crystal gems incontrano un altro droide dallo spazio. |
| 45          | Rose's Scabbard           | L'arma della mamma              | 9 marzo 2015      | 13 gennaio 2016  | Steven si unisce Perla in una missione speciale verso un luogo che apparteneva a Quarzo Rosa, sua madre.                                                                 |
| 46          | Open Book                 | Libro aperto                    | 19 marzo 2015     | 13 gennaio 2016  | Steven e Connie vorrebbero un finale diverso per una serie di libri che hanno di recente letto, così Steven la porta nella stanza di Rosa per reinterpretarlo.           |
| 47          | Shirt Club                | Padri e figli                   | 16 aprile 2015    | 14 gennaio 2016  | Steven e Buck si mettono a stampare magliette assieme. |
| 48          | Story for Steven          | L'incontro tra mamma e papà     | 9 aprile 2015     | 14 gennaio 2016  | Greg racconta a Steven di come ha incontrato Rosa. |
| 49          | The Message               | Il messaggio                    | 10 marzo 2015     | 15 gennaio 2016  | Steven e le Gemme cercano di recuperare un messaggio dalla Pietra urlante.                                                                                               |
| 50          | Political Power           | Bugie professionali             | 11 marzo 2015     | 15 gennaio 2016  | Le Gemme fanno saltare la luce a Beach City e Steven aiuta il sindaco Dewey a gestire la situazione.                                                                     |
| 51          | The Return (Part 1)       | La Terra è in pericolo          | 12 marzo 2015     | 18 gennaio 2016  | Un nuovo nemico arriva a Beach City. |
| 52          | Jail Break (Part 2)       | Capitolo finale                 | 12 marzo 2015     | 18 gennaio 2016  | Steven si coalizza con un nuovo alleato per liberare le Crystal Gems. |